# Mazhiq
Mazhiq en albanais et Mažić en serbe latin (en serbe cyrillique : Мажић) est une localité du Kosovo située dans la commune/municipalité de Mitrovicë/Kosovska Mitrovica et dans le district de Mitrovicë/Kosovska Mitrovica. Selon le recensement kosovar de 2011, elle compte 253 habitants, tous albanais.

## Histoire
Sur le territoire de Mazhiq/Mažić se trouvent des ruines médiévales inscrites sur la liste des monuments culturels du Kosovo. La mosquée du village, qui remonte au XVIe siècle, est également classée.

## Démographie

### Évolution historique de la population dans la localité
| 1948 | 1953 | 1961 | 1971 | 1981 | 1991 | 2011 |
| ---- | ---- | ---- | ---- | ---- | ---- | ---- |
| 254  | 281  | 329  | 406  | 476  | 564  | 253  |

|  |